# Озеров, Павел Андрианович
Павел Андрианович Озеров (род. 1929) — советский передовик производства, сталевар Новолипецкого металлургического комбината Министерства чёрной металлургии СССР. Герой Социалистического Труда (1971).

## Биография
Родился 20 сентября 1929 года в селе Крутоярка, Харьковской области Украинской ССР. 
С 1943 года, с четырнадцати лет в период Великой Отечественной войны начал трудовую деятельность — бондарем. С 1948 года после окончания Челябинской школы фабрично-заводского обучения начал работать третьим помощником сталевара на Челябинском металлургическом комбинате. 5 ноября 1954 года Указом Президиума Верховного Совета СССР «за трудовые достижения»  Павел Андрианович Озеров был награждён медалью «За трудовое отличие».
С 1959 года начал работать сталеваром в цехе по выплавке электротехнической стали на Новолипецком металлургическом заводе, был новатором и организатором перепрофилирования производства, являлся рекордсменом по плавке в своём цеху, на предприятии и в отрасли. Благодаря своим высоким показателям и достижениям П. А. Озеров стал известен в стране.
22 марта 1966 года Указом Президиума Верховного Совета СССР «за высокие производственные достижения по итогам семилетнего плана (1959—1965)»  Павел Андрианович Озеров был награждён Орденом Трудового Красного Знамени.
30 марта 1971 года Указом Президиума Верховного Совета СССР «за выдающиеся успехи, достигнутые в выполнении заданий пятилетнего плана по развитию чёрной металлургии»  Павел Андрианович Озеров был удостоен звания Героя Социалистического Труда с вручением Ордена Ленина и золотой медали «Серп и Молот».
После выхода на заслуженный отдых жил в городе Липецке.

## Награды
- Медаль «Серп и Молот» (30.03.1971)
- Орден Ленина (30.03.1971)
- Орден Трудового Красного Знамени (22.03.1966)
- Медаль «За трудовое отличие» (05.11.1954)

### Звания
- Почетный гражданин города Липецка[3]